# Revised Standard Version

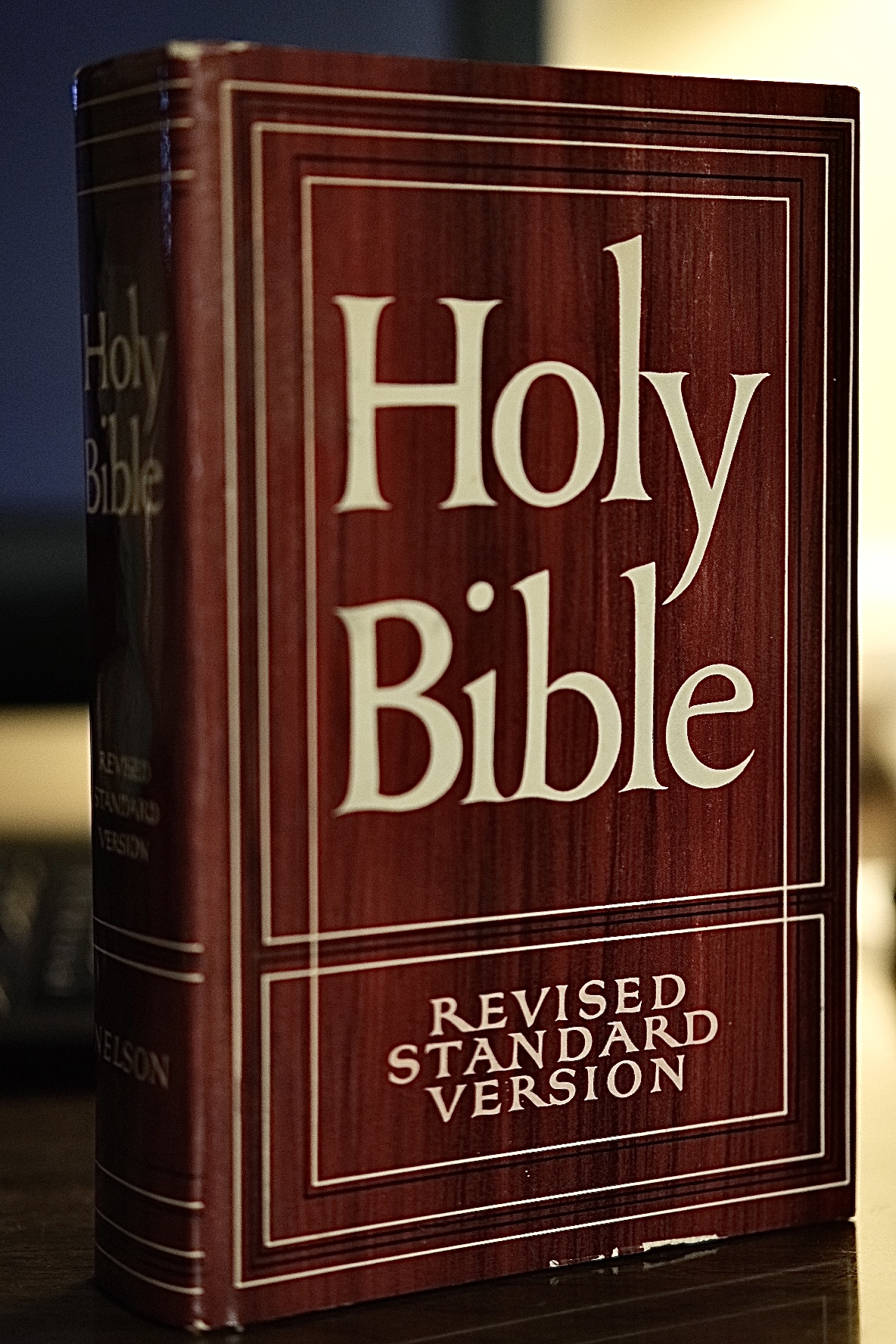
L'édition de 1952.

La Revised Standard Version (RSV) est une traduction anglaise œcuménique de la Bible publiée par le Département de Catéchèse du National Council of Churches américain. L'ouvrage est paru en plusieurs parties au cours de la seconde moitié du XXe siècle, en commençant par le Nouveau Testament en 1946.
C'est une version révisée en anglais moderne de la version standard américaine (ASV) de 1901,, censée être plus accessible aux lecteurs, sans déroger à la précision littérale, « ...préserver le meilleur des traductions en anglais de la Bible, telle qu'on l'a apprise et consultée depuis des siècles » et « rendre le message de la Bible par des mots simples et éprouvés, dignes de s'inscrire dans la tradition des traductions Tyndale-roi Jacques,. »
La RSV est la première traduction de la Bible à s'appuyer sur le Grand Rouleau d'Isaïe, choix révolutionnaire pour la tradition académique des études bibliques. Le Nouveau Testament a été publié en 1946, l'Ancien Testament en 1952, et les Livres Apocryphes en 1957; le Nouveau Testament a été revu en 1971. Une version catholique (RSV-CE) a été publiée en 1965–66 puis rééditée en 2006, et l'édition des Livres Apocryphes a été complétée en 1977.

## Voir également
- Manuscrits de la mer Morte
- Tanakh